# Ricardo Verón
Ricardo Matías Verón (Santa Fe, 22 gennaio 1981) è un allenatore di calcio ed ex calciatore argentino, di ruolo centrocampista, tecnico della Reggina femminile Under-15.

## Carriera

### Giocatore

#### Club
Cresciuto nelle giovanili del San Lorenzo, viene aggregato alla prima squadra durante la stagione 1999-2000, e in due stagioni nella Primera Division Argentina gioca 22 partite.
Nell'ottobre del 2000 viene acquistato dalla Reggina e viene impiegato dal tecnico Franco Colomba in 16 occasioni. La stagione si conclude con la retrocessione in Serie B, e l'argentino rimane dando il suo contributo all'immediata risalita in Serie A della squadra calabrese. Nella stagione 2002-2003 Verón gioca 3 partite, e l'anno successivo viene girato in prestito alla Salernitana, dove riesce a vedere il campo in cinque occasioni.
Nel gennaio 2005, dopo non aver trovato spazio nelle rotazioni di Walter Mazzarri, fa ritorno, ancora in prestito, in Argentina, al Lanús, e nell'annata successiva, al San Lorenzo.
Rientrato nuovamente in Italia, viene ceduto in prestito al Crotone per la stagione 2006-2007, dove disputa 25 presenze e segna 2 reti. Torna ancora alla Reggina, per essere ceduto, nella sessione estiva del calciomercato, in compartecipazione al Siena, assieme al compagno Alessandro Lucarelli (a titolo definitivo), in cambio di Francesco Cozza.
Nel gennaio del 2008 i toscani lo mandano in prestito alla squadra greca del PAOK, che nel mercato estivo lo preleva a titolo definitivo, offrendo al giocatore un contratto triennale.
Nel 2010 si trasferisce all'OFI Creta, in cui militerà fino a fine carriera nel 2014.

### Allenatore
Nel marzo 2023 ritorna nel club reggino in veste temporanea di allenatore della formazione Under-16, dopo essere stato già collaboratore tecnico del settore giovanile.
Nel febbraio 2025 viene nominato allenatore della squadra Under-15 femminile della Reggina.

## Statistiche

### Presenze e reti nei club
Statistiche aggiornate al 15 settembre 2013.
| Stagione              | Squadra               | Campionato            | Campionato | Campionato | Coppe nazionali | Coppe nazionali | Coppe nazionali | Coppe continentali | Coppe continentali | Coppe continentali | Altre coppe | Altre coppe | Altre coppe | Totale | Totale |
| Stagione              | Squadra               | Comp                  | Pres       | Reti       | Comp            | Pres            | Reti            | Comp               | Pres               | Reti               | Comp        | Pres        | Reti        | Pres   | Reti   |
| --------------------- | --------------------- | --------------------- | ---------- | ---------- | --------------- | --------------- | --------------- | ------------------ | ------------------ | ------------------ | ----------- | ----------- | ----------- | ------ | ------ |
| 1999-2000             | San Lorenzo           | PD                    | 7          | 0          | -               | -               | -               | -                  | -                  | -                  | -           | -           | -           | 7      | 0      |
| lug.-ott. 2000        | San Lorenzo           | PD                    | 10         | 0          | -               | -               | -               | -                  | -                  | -                  | -           | -           | -           | 10     | 0      |
| ott. 2000-2001        | Reggina               | A                     | 16+1       | 0          | CI              | 0               | 0               | -                  | -                  | -                  | -           | -           | -           | 17     | 0      |
| 2001-2002             | Reggina               | B                     | 24         | 0          | CI              | 0               | 0               | -                  | -                  | -                  | -           | -           | -           | 24     | 0      |
| 2002-2003             | Reggina               | A                     | 3          | 0          | CI              | 0               | 0               | -                  | -                  | -                  | -           | -           | -           | 3      | 0      |
| 2003-2004             | Salernitana           | B                     | 5          | 0          | CI              | 0               | 0               | -                  | -                  | -                  | -           | -           | -           | 5      | 0      |
| 2004-gen. 2005        | Reggina               | A                     | 1          | 0          | CI              | 0               | 0               | -                  | -                  | -                  | -           | -           | -           | 1      | 0      |
| Totale Reggina        | Totale Reggina        | Totale Reggina        | 44+1       | 0          |                 | 0               | 0               |                    |                    |                    |             |             |             | 45     | 0      |
| gen.-giu. 2005        | Lanus                 | PD                    | 0          | 0          | -               | -               | -               | -                  | -                  | -                  | -           | -           | -           | 0      | 0      |
| 2005-2006             | San Lorenzo           | PD                    | 5          | 0          | -               | -               | -               | -                  | -                  | -                  | -           | -           | -           | 5      | 0      |
| Totale San Lorenzo    | Totale San Lorenzo    | Totale San Lorenzo    | 22         | 0          |                 |                 |                 |                    |                    |                    |             |             |             | 22     | 0      |
| 2006-2007             | Crotone               | B                     | 25         | 2          | CI              | 0               | 0               | -                  | -                  | -                  | -           | -           | -           | 25     | 2      |
| 2007-gen. 2008        | Siena                 | A                     | 0          | 0          | CI              | 1               | 0               | -                  | -                  | -                  | -           | -           | -           | 1      | 0      |
| gen.-giu. 2008        | PAOK                  | SL                    | 11         | 0          | CG              | 0               | 0               | -                  | -                  | -                  | -           | -           | -           | 11     | 0      |
| 2008-2009             | PAOK                  | SL                    | 25+6       | 0          | CG              | 4               | 0               | -                  | -                  | -                  | -           | -           | -           | 35     | 0      |
| 2009-2010             | PAOK                  | SL                    | 1          | 0          | CG              | 1               | 0               | -                  | -                  | -                  | -           | -           | -           | 2      | 0      |
| Totale PAOK Salonicco | Totale PAOK Salonicco | Totale PAOK Salonicco | 37+6       | 0          |                 | 5               | 0               |                    |                    |                    |             |             |             | 48     | 0      |
| 2010-2011             | OFI Creta             | FL                    | 20+2       | 3+0        | CG              | 1               | 0               | -                  | -                  | -                  | -           | -           | -           | 23     | 3      |
| 2011-2012             | OFI Creta             | SL                    | 25         | 0          | CG              | 3               | 0               | -                  | -                  | -                  | -           | -           | -           | 28     | 0      |
| 2012-2013             | OFI Creta             | SL                    | 28         | 0          | CG              | 0               | 0               | -                  | -                  | -                  | -           | -           | -           | 28     | 0      |
| 2013-2014             | OFI Creta             | SL                    | 2          | 0          | CG              | 0               | 0               | -                  | -                  | -                  | -           | -           | -           | 2      | 0      |
| Totale OFI Creta      | Totale OFI Creta      | Totale OFI Creta      | 75+2       | 3+0        |                 | 4               | 0               |                    |                    |                    |             |             |             | 81     | 3      |
| Totale carriera       | Totale carriera       | Totale carriera       | 208+9      | 5          |                 | 10              | 0               |                    |                    |                    |             |             |             | 227    | 5      |